# Franco Fortini
Franco Fortini, nato Franco Lattes (Firenze, 10 settembre 1917 – Milano, 28 novembre 1994), è stato un poeta, saggista, critico letterario e traduttore italiano.

## Biografia

### La fanciullezza
Nacque a Firenze il 10 settembre del 1917, figlio di Dino Lattes, un avvocato livornese d'origine ebraica, e di Emma Fortini del Giglio, fiorentina di religione cattolica, seppur non praticante. I suoi primi anni di vita lasciarono nello scrittore ricordi dolorosi, che riappariranno nei suoi scritti e nelle sue poesie.
Il padre aveva partecipato come volontario alla prima guerra mondiale e aveva sposato Emma l'anno precedente al rientro dal fronte di Asiago. In seguito si era iscritto al Partito repubblicano e aveva partecipato attivamente alla vita politica, ma il rifiuto ad iscriversi al Partito fascista gli aveva precluso la carriera professionale. Uomo colto, appassionato di musica, collaboratore di fogli satirici e del quotidiano fiorentino il "Fieramosca", frequentava artisti e letterati e la sua biblioteca era ricca di testi eterogenei: Jahier, Lucini, Barbusse, la Commedia di Dante Alighieri illustrata da Ugo Foscolo, I doveri dell'uomo di Mazzini.
La madre era un'appassionata lettrice di romanzi che prendeva in prestito dalla Biblioteca Circolante del Gabinetto Vieusseux insieme ai libri per il figlio. Franco ricorda di aver letto, tra il 1924 e il 1926, nella casa dei cugini materni, Gli esempi di bello scrivere del Fornaciari, un'antologia scolastica tra le più diffuse dell'Ottocento, le poesie del Giusti, le Novelle della nonna che egli chiamerà la sua "letizia infantile", Jules Verne, De Amicis e più tardi Pinocchio.
In virtù anche della diversa estrazione religiosa, i coniugi Lattes non erano praticanti e Franco crebbe in un ambiente laico.
Della sua casa non riporta precisi ricordi, perché la famiglia Lattes cambia spesso abitazione, passando da pensioni ad appartamenti ammobiliati, subendo anche dei pignoramenti. La casa che ricorda è quella di via Rondinelli, vicino al Duomo, dalle cui finestre egli assiste al passaggio in auto di Mussolini. Nel periodo dell'infanzia, Franco assiste numerose volte ad episodi di violenza che gli rimangono impressi nella memoria, come il pestaggio a cui accennerà nella poesia Milano 1971 dopo le cariche della polizia alla Facoltà di Architettura di Milano: «Avevo cinque anni quando vidi i fascisti picchiare / uno che non aveva salutato la bandiera».
Nel luglio del 1925 nasce la sorella Valeria e nello stesso anno il padre viene arrestato con l'accusa di aver collaborato con il gruppo "Non mollare" di Salvemini e dei fratelli Rosselli e da allora sarà sempre sospettato di attività contro il regime. Nella notte tra il 2 e il 3 ottobre vi è una sanguinosa sparatoria innescata da fascisti vicino al mercato di San Lorenzo (descritta da Vasco Pratolini nel suo romanzo Cronache di poveri amanti): l'avvocato Console, che condivideva lo studio con il padre di Franco, viene ucciso insieme alla moglie. Dino Lattes riesce a fuggire e per quindici giorni la famiglia non saprà nulla di lui.

### La formazione scolastica e letteraria
Nel 1927 Franco viene iscritto al ginnasio presso il Liceo classico statale Galileo e impara il francese da una zia di origine svizzero-francese di nome Binder. Risalgono al 1927 le letture dei Fratelli Karamazov, quella di Martin Eden e della Bibbia protestante, che il padre aveva portato a casa di ritorno da una Fiera del libro a Firenze. Franco ricorda che il romanzo di Jack London lo aveva appassionato al punto di condurlo ad identificarsi con l'umile personaggio, mentre il romanzo di Dostoevskij e la Bibbia costituiranno letture fondamentali, dal punto di vista morale e letterario, della sua formazione di scrittore. Tra i dodici e i tredici anni egli legge moltissimo e scrive intensamente riempiendo quaderni di prose e di versi, nel 1930 viene iscritto al Liceo Ginnasio Dante che frequenterà con buon profitto. Risale a questo periodo la scoperta della passione per la pittura e il disegno.

#### Gli anni del liceo
Fra la seconda e la terza liceo, con i risparmi ottenuti dal guadagno delle lezioni private, è in grado di comprarsi molti libri che leggerà avidamente. Tra i contemporanei le letture che lo colpiscono maggiormente sono: Un uomo finito di Papini, Ragazzo di Jahier, Il mio Carso di Slataper e Foglie d'erba di Whitman che confesserà di aver letto, sottobanco, durante le lezioni di matematica.
In questi anni il giovane Franco frequenta un gruppo di amici (Giorgio Spini, Giampiero Carocci, Franco Calamandrei, Piero Santi, Alessandro Parronchi, Valentino Bucchi, Giancarlo Salimbeni, Geno Pampaloni e altri), con i quali potrà discutere di arte, di teatro e di musica. Costoro hanno in comune la passione per il cinema francese, soprattutto per Julien Duvivier e René Clair tanto da assumere come parola d'ordine quelle della canzone La liberté c'est toute l'existence cantata nel film A me la libertà! (À nous la liberté) di Clair.

#### Gli anni universitari: 1935-1940
Nel 1935 viene selezionato per la sessione di Arte ai Littoriali di Roma dove ha occasione di rivedere, in piazza della Sapienza, Mussolini e di conoscere Cassola, con il quale condividerà la passione per il Dedalus e Gente di Dublino di Joyce. Nello stesso anno consegue la maturità e per volontà paterna viene iscritto alla facoltà di giurisprudenza ma frequenterà anche Lettere, sostenendo gli esami complementari che gli verranno riconosciuti in seguito per la seconda laurea. Nel 1936 diventa assiduo frequentatore della Biblioteca Marucelliana dove trascorre i pomeriggi liberi dalle lezioni a studiare e a leggere. Escono in questo periodo i suoi primi testi, una prosa e una poesia: Colline colorate e Paesaggi su Anno XIII, e su Lo squillo un Riassunto della Quadriennale.
Durante questo periodo la sua passione per l'arte e quella per la letteratura hanno il medesimo peso, tanto che lo stesso Fortini dirà: « [...] ho continuato fino a diciotto, diciannove anni a non sapere se la mia vocazione fosse quella del pittore piuttosto che quella dello scrittore». Pubblica in questo stesso anno una serie di prose e versi sulla Gazzetta quotidiano fascista della Calabria e della Sicilia e, visto in una cartoleria "Il giuoco del Barone", variante del "Giuoco dell'oca", decide con l'amico Valentino Bucchi di farne un libretto. Alessandro Parronchi scrive il testo e l'opera che verrà rappresentata al teatro sperimentale di via Laura nel 1939 segnando il debutto di Bucchi come musicista.
Durante i giorni di festa Franco approfitta per scoprire, da solo o con gli amici dell'università tutti caratterizzati da ideologie antifasciste, le opere d'arte di varie città: Ferrara, Venezia, le città dell'Umbria e i centri minori della Toscana. Nel 1937 viene selezionato ai pre-littoriali di Firenze per il convegno di arti figurative di Napoli e avrà modo di incontrare Attilio Momigliano, suo futuro professore di Letteratura italiana. Durante i Littoriali di Napoli, prese parte al dibattito sull'arte e l'architettura con una decisa posizione contro il nazionalismo e l'arte della "romanità", suscitando motivo di scandalo.
In questo periodo continua a scrivere sui fogli giovanili fascisti, come Il Bò e Goliardia Fascista, ma collabora anche alla rivista dei giovani evangelici che si raccolgono intorno al teologo Giovanni Miegge Gioventù Cristiana. L'amicizia con Giorgio Spini, metodista, lo mette in contatto con l'ambiente protestante fiorentino. Risale a questo periodo la lettura di Kierkegaard, Barth e Cromwell. Si dedica anche alla lettura de La metamorfosi di Kafka, che nel 1990 tradurrà egli stesso, e dei romanzi di Döblin, Mann, Lawrence e Huxley.
Nel 1938 mentre si trova a Forte dei Marmi insieme agli amici Bucchi e Carrocci gli giunge la notizia della morte di D'Annunzio e improvvisa dei versi di commemorazione piuttosto irriverenti nei confronti del poeta. Si consolida intanto l'amicizia con Giacomo Noventa che aveva fondato a Firenze nel 1936 La riforma letteraria, rivista fortemente polemica contro la cultura italiana del tempo. In questo periodo Fortini collabora ad essa, come pure alla rivista Letteratura diretta da Alessandro Bonsanti, con poesie, racconti e articoli critici.
Dopo aver partecipato ai Littoriali del Gruppo Universitario Fascista (GUF), questa volta anche per la letteratura, parte per Palermo dove, come era già successo a Napoli, il convegno prenderà una piega sgradita alle autorità fasciste che dovranno intervenire per sedare il tumulto creato dai suoi interventi e da quelli di Antonello Trombadori, Alberto Graziani e Bruno Zevi.
I littoriali palermitani, malgrado le polemiche suscitate, segneranno per Franco una svolta decisiva. L'incontro con coetanei che non aveva mai conosciuto prima, ma ai quali si sente accomunato dalla vocazione antifascista e dalla maturazione intellettuale, lo aiuteranno a schiarirsi le idee: «Avevo ventuno anni e le cose mi si chiarirono una volta per tutte».
Il soggiorno in Sicilia gli ispira un racconto, scritto al ritorno dall'isola, dal titolo La morte del cherubino di stucco, pubblicato da La Ruota nel 1941 come omaggio allo scultore siciliano Giacomo Serpotta. Rientrato a Firenze riesce ad evitare, con un certificato medico, di essere arruolato nella "milizia universitaria" che, in vista della imminente visita di Hitler, voleva giovani per assolvere a compiti di ordine pubblico. Legge in questo periodo Resurrezione e Anna Karenina di Tolstoj e a casa di un'amica ebrea finlandese assiste ad una esibizione di Montale.
A dicembre una circolare del Ministero dell'educazione nazionale sulla dispensa dal servizio del "personale di razza ebraica" esonera dall'insegnamento Momigliano, al quale Franco aveva chiesto la tesi. Al Momigliano, nella cattedra di letteratura italiana, subentra Giuseppe De Robertis con il quale Fortini entra subito in contrasto. Nel 1939 l'espulsione dal GUF a causa delle leggi razziali rende più acuta la sua crisi religiosa tanto che, per sua consapevole scelta, vorrà ricevere il battesimo per diventare valdese.
Continua intanto a dipingere e a pubblicare sulla Riforma versi e racconti, scrive varie tesine, segue con qualche interesse le lezioni di Giorgio La Pira e nello stesso anno si laurea in legge, con una tesi in filosofia del diritto su "Lo spirito antimachiavellico della Riforma nell'opera di don Valeriano Castiglione", ottenendo come punteggio: 100/110. Nel 1940 ottiene un incarico di supplente in un Istituto Tecnico di Porto Civitanova nelle Marche e ritornato a Firenze darà lezioni private riprendendo a frequentare i corsi della Facoltà di Lettere. A Mario Solmi chiede la tesi in storia dell'arte su Rosso Fiorentino e per vedere le opere del Rosso e dei manieristi visiterà la Toscana progettando di continuare, dopo la laurea, le ricerche in Francia.
Nello stesso anno il padre viene arrestato come "ebreo pericoloso" e condotto alle Murate ed egli si recherà con la madre a trovarlo con una certa frequenza. Il 25 giugno ottiene la laurea in Lettere ma deve subito sostituire il padre, che nel frattempo era stato trasferito ad Urbisaglia in un campo di ebrei internati, nello studio legale. Il mese successivo scrive al capo della polizia chiedendo indulgenza per il padre. Ad agosto l'internamento sarà revocato ma Dino non potrà, se non clandestinamente, svolgere la sua attività professionale. Per evitare il servizio militare Franco si iscrive ad un corso di perfezionamento in storia della lingua italiana e su indicazione di Luigi Russo e Bruno Migliorini lavora ad un progetto per una edizione di Galeazzo di Tarsia. Aveva letto in questo periodo gli scrittori del Cinquecento e tra i romanzi contemporanei era rimasto colpito da Conservatorio di Santa Teresa di Romano Bilenchi che recensirà sulla rivista Ansedonia firmandosi per la prima volta Fortini.

## Dal 1941 al 1945: il periodo bellico
La chiamata alle armi, che era giunta nel luglio del 1941, viene accolta da Franco come una liberazione perché entrare nell'esercito voleva dire uscire dall'insopportabile situazione determinata dalle leggi razziali e rientrare nella normalità. Nell'estate del 1941 viene richiamato alle armi e assegnato come soldato semplice alla caserma romana di viale delle Milizie dove rimane per tre mesi e ha modo, durante le libere uscite, di entrare in contatto con i gruppi antifascisti. In seguito viene trasferito a Civita Castellana, dove conosce Pietro Ingrao, con il grado di sergente ad un corso per sottufficiali e vi rimane per tutto l'inverno tra il '41 e il '42. In seguito viene inviato a Spoleto per tre mesi ad un corso di allievi ufficiali e infine vicino a Sanremo con il compito di sostenere psicologicamente i soldati, reclute del 1923.
Viene intanto pubblicata la sua prima traduzione dal francese dalle edizioni di Leggere d'oggi, la rivista che continuava Ansedonia, di Un cuore semplice di Flaubert. A novembre si trova a Genova pochi giorni dopo il bombardamento navale inglese e scrive in questa occasione i versi Italia 1942 che saranno in seguito raccolti in Foglio di via. Trasferito all'inizio del '43 a Costigliole Saluzzo, in Piemonte, è tra coloro che sono incaricati di accogliere i reduci dalla Russia. Viene trasferito a Casino di Terra presso Cecina e verso il 20 luglio si trova in licenza a Firenze per un concorso a cattedra nella scuola media. Il 27 partecipa ad una riunione del Partito d'Azione che gli affida dei manifestini da diffondere a Pisa durante il viaggio di rientro al reggimento. Parte con il suo battaglione e nelle settimane precedenti all'armistizio si trova a Milano come sottotenente di fanteria e qui ritrova l'amico Ingrao disertore da un anno e in clandestinità. All'indomani dei primi bombardamenti di agosto conosce Elio Vittorini con il quale era stato in corrispondenza per una traduzione da Voltaire.
Il 21 agosto, recandosi a Roma per partecipare ad un concorso per l'insegnamento e di passaggio per Firenze, ha modo di rivedere i familiari. Rientrato a Milano l'8 settembre riceve da un attendente la notizia dell'armistizio. Rifugiatosi in Svizzera, dopo un tentativo fallito di armare i soldati della propria caserma contro i tedeschi, passa alla resistenza e partecipa alla Repubblica partigiana dell'Ossola, prendendo parte alla ritirata e alla fine di quella repubblica, esperienze fondamentali per la sua formazione di uomo e di scrittore.
Raggiunta Lugano, Franco sarà condotto a Bellinzona, sede del comando territoriale della Polizia dell'esercito e di alcuni campi di raccolta dei profughi, dove rimane fino al 18 settembre. Classificato come profugo "civile" perché ebreo ma anche "politico" per le sue idee, viene messo in quarantena al campo di Adliswil, nel cantone di Zurigo, uno dei più grandi della Svizzera tedesca. Il 23 viene autorizzato a lasciare il campo e destinato a Zurigo dove sarà ospite dei Fuhrmann e avrà l'obbligo di presentarsi una volta alla settimana alla polizia.
Sarà questo uno dei più intensi periodi per la sua esperienza intellettuale e politica. Il suo garante, Alberto Fuhrmann studente in teologia e poi pastore valdese per riformati di lingua italiana, lo inserisce in un mondo che Fortini considererà sempre la sua seconda università. Nella casa di Alberto egli incontra pittori, musicisti, studenti universitari e intellettuali provenienti da tutta l'Europa e ritrova Adriano Olivetti che aveva conosciuto nel 1938 a Milano. Sono di questo periodo le molte letture e la composizione di quei versi che confluiranno in Fogli di via. Egli trascorre le giornate recandosi spesso all'università, frequentando il caffè "Sèlect", dove vengono proiettati film d'avanguardia e dove conosce Luigi Comencini. Al ristorante "International" incontra Diego Valeri, Ignazio Silone e giovani militanti del Partito d'Azione con i quali stringe amicizia.
Nel 1944 a causa di una mancanza di prospettiva socialista all'interno del Partito d'Azione, si iscrive al PSIUP, che diventerà in seguito PSI, ricevendo da Silone la tessera del partito che manterrà fino al 1958. Inizia a collaborare con il periodico della federazione socialista in Svizzera: L'Avvenire dei lavoratori. Tra i primi testi pubblicati sul periodico vi sono alcune poesie e articoli dedicati a Benedetto Croce e a Giovanni Gentile. Collabora in questo periodo anche alla Rivista della Svizzera italiana che sarà pubblicata a Locarno.
Il giorno dello sbarco in Normandia, alla fine di giugno, si trova con Olivetti a Zurigo quando giunge l'ordine di raggiungere un campo di lavoro agricolo a Birmensdorf. Alla fine di agosto, Franco chiede di poter tornare a Zurigo e il permesso gli arriverà in ottobre da Berna. Giungono intanto sempre più numerose le notizie di oltre confine facendo aumentare tra gli esuli il desiderio di poter ritornare in Italia. All'inizio di ottobre egli decide di partire con altri amici e viene accompagnato alla stazione da Ruth Leiser che aveva conosciuto ad una festa di internati. Raggiunta Locarno da Lugano prosegue in auto per Camedo ma, fermato dalla polizia svizzera a Ponte Ribellasca, viene consegnato ai partigiani. Passato il confine il 9 ottobre a Domodossola viene subito assegnato all'ufficio stampa della giunta provvisoria di governo, dove incontra Gianfranco Contini, Giansiro Ferrata, Umberto Terracini, Mario Bonfantini.
L'11 ottobre, alla notizia dell'avanzata dei tedeschi e della disfatta della repubblica partigiana, Franco parte in treno per Briga diretto in Svizzera e ad Iselle trascorre la notte in casa di un ferroviere. Al mattino riparte per Domodossola e dopo essersi presentato al comandante della brigata Matteotti, continua la fuga verso le montagne. Chiede intanto di unirsi ad un reparto che deve muovere contro i fascisti ma i partigiani, ritirandosi, fanno saltare i ponti lungo la valle. Franco è costretto a risalire la val Devero marciando nella neve alta e, arrivato in Svizzera, ritrova altri profughi della Valdossola. Rimane per un po' di tempo nel campo di raccolta di Briga e poi a Pully e Tour Haldimand in un campo per ebrei ortodossi e in seguito in un carcere preventivo per detenuti comuni, al Bois Mermet di Losanna, sotto l'accusa da parte della polizia elvetica di non aver rispettato le procedure durante un'assenza dal campo.
A Zurigo il 14 dicembre 1944 viene rappresentato con successo il suo atto unico Il soldato. Dimesso da Losanna il 25 gennaio 1945 Franco è destinato a Spiez dove farà il lavapiatti in un albergo requisito. In questo periodo si dedica alla traduzione del Romeo e Giulietta al villaggio di Gottfried Keller. Ritornato a Zurigo per alcune licenze trova alloggio presso Regina Kägi-Fuchsmann che gli farà da garante. Riprende a collaborare con L'Avvenire dei lavoratori e a pubblicare sul periodico del Partito socialista ticinese Libera stampa diretto da Alberto Vigevani e Luigi Comencini e sulla rivista Arte, letteratura e lavoro. La notizia della liberazione lo coglie a Spiez il 25 aprile e finalmente l'11 maggio può tornare in patria.

### Il ritorno in Italia
Al ritorno in Italia Fortini inizia subito a scrivere articoli che vengono pubblicati sull'Avanti! e alla fine di giugno decide di trasferirsi a Milano dove viene a sapere di aver vinto la cattedra nel concorso del 1943 ma, senza molti ripensamenti, decide di rinunciare all'insegnamento.

#### La collaborazione alle riviste
Per tutto il 1945 la collaborazione alle riviste l'Avanti!, La lettura e Italia libera, sarà intensa e il 1º agosto diventa redattore praticante di Milano sera, periodico curato dapprima da Bonfantini, poi da Vittorini e in seguito da Alfonso Gatto. Consegna in questo periodo a Vittorini il dattiloscritto Fogli di via che viene trasmesso da quest'ultimo all'Einaudi. Prepara intanto con Vittorini ed Albe Steiner Il Politecnico e corregge gli articoli dei collaboratori rivedendone le traduzioni.

## Dal 1946 al 1950: il suo esordio letterario
Intramezzando il lavoro a Il Politecnico con la collaborazione alla Lettura, è ospite assiduo della Casa della Cultura e il 7 aprile 1946 si sposa con Ruth Leiser nel Municipio di Milano.

### Il suo primo libro di versi: Foglio di via
Il 30 aprile dello stesso anno viene pubblicato, nella collana di poesia di Einaudi, il primo libro di versi, Foglio di via, con un suo disegno in copertina e una dedica al padre; il volume ripercorre l'esperienza militare dell'autore. Il primo a recensire il libro sarà Italo Calvino su l'Unità. Trasformatosi Il Politecnico da settimanale a mensile Franco, pur continuando la collaborazione con esso, diventa anche collaboratore dell'Avanti!. Conosce intanto, nella sede dell'Einaudi romana, Cesare Pavese e nel luglio dello stesso anno ha occasione di conoscere e intervistare per il Politecnico Jean-Paul Sartre che si trovava a Milano con Simone de Beauvoir per una conferenza. Nei giorni seguenti Sartre e Fortini, a casa di Vittorini, lavoreranno alla stesura del programma di un numero dedicato all'Italia di Les Temps Modernes, la rivista fondata nel 1945 da Sartre. Essa uscirà nel 1947 con i contributi di Sergio Solmi, Giacomo Debenedetti, Vasco Pratolini, Alberto Moravia, Ignazio Silone e lo stesso Fortini.
Si intensificano nel frattempo le letture e le traduzioni dalla letteratura straniera; Alfred Jarry, Guillaume Apollinaire, Pierre Reverdy, George Orwell, Stephen Spender, Antonio Machado, Federico García Lorca. Sulla Gazzetta del Nord di Noventa viene pubblicata in dicembre Una conversazione in Valdossola che costituirà la prima serie delle Sere in Valdossola del 1963. Non smette nel frattempo di tradurre (Ramuz per le Edizioni di Comunità e Éluard per Einaudi) e di collaborare alla rivista Omnibus con brevi articoli di costume, firmandosi con lo pseudonimo di "Minko".

### Impiegato all'Olivetti
Nell'agosto del 1947 intervista Thomas Mann che si trovava nella villa dei Mondadori sul lago Maggiore e l'intervista viene pubblicata sull'Avanti!. Costretto dalle necessità economiche ad accettare l'offerta di Olivetti per un impiego negli uffici della pubblicità si trasferisce ad Ivrea e il 1º agosto viene assunto. Nel 1947 si chiude intanto l'esperienza del Politecnico sul quale Fortini aveva pubblicato oltre cinquanta testi tra articoli e poesie. Al gennaio del 1948 risale la recensione per l'Avanti! del libro di Ruggero Zangrandi, Il lungo viaggio, che farà nascere una forte polemica all'interno del partito. Insieme alla moglie Ruth traduce Timore e tremore di Kierkegaard e scrive nel frattempo il racconto Agonia di Natale che verrà pubblicato da Einaudi nella primavera dello stesso anno. Continua a dedicarsi alla prosa e scrive il racconto La cena delle ceneri che verrà pubblicato solamente nel 1988 e L'interdetto che rimarrà inedito.
Il 14 luglio, in seguito dell'attentato a Togliatti, si era intanto creato ad Ivrea, tra gli operai, un clima di grande tensione ed egli è tra i sostenitori della rivolta. L'amico Adriano Olivetti lo comprende e, invece di licenziarlo, lo trasferisce nella sede di Milano alla pubblicità. Il lavoro all'Olivetti lo mette a contatto con i grafici, specialmente con Giovanni Pintori, ma anche con diversi poeti come Giovanni Giudici con i quali preparerà gli slogan per la pubblicità.

### Traduzioni, recensioni e viaggio in Germania
Dopo la sconfitta delle sinistre del 1948 il clima politico era mutato profondamente ed era iniziato il periodo che Fortini chiamerà più tardi con il titolo del suo libro: "dei dieci inverni". Risale alla fine di gennaio la recensione di Ladri di biciclette di Vittorio De Sica e la traduzione, in collaborazione con la moglie Ruth, di Alfred Döblin e André Gide che verrà pubblicata l'anno successivo dall'Einaudi. Viene intanto invitato da un ufficiale inglese a prendere contatto con un centro di rieducazione di giovani hitleriani presso Hannover e alla fine dell'estate si reca in Germania con Ruth. Tutti i resoconti del viaggio sono pubblicati sul Nuovo corriere, Milano sera e Il mondo e verranno raccolti l'anno successivo in Comunità con il titolo Diario tedesco, pubblicato come libro dopo la caduta del muro di Berlino, nel 1991.

### Convegni, saggi e viaggio a Londra
Nel 1950 continua la collaborazione con l'Avanti! e nel frattempo diventa più intensa la sua attività di critico per Comunità dove, nella rubrica "Bibliografia letteraria", recensisce le novità del momento. Si deve a questo periodo la lettura approfondita di Lukács. Interviene all'inizio di aprile al "Convegno del Movimento per la Riforma religiosa" che si tiene a Bergamo e il 16 giugno, in occasione del maggio musicale, vengono messi in musica i suoi versi tratti da Foglio di via da Valentino Bucchi. In occasione di una serata per Carlo Levi, che si tiene durante la settimana Einaudi, ritrova Pavese che aveva appena ricevuto il Premio Strega e scrive un commento ad un suo saggio intitolato Sul mito. Dopo il suicidio di Pavese, avvenuto poco dopo quell'incontro, Fortini scrive sull'Avanti! l'articolo Pavese si è ucciso. Risale a questo periodo un viaggio a Londra dove ha modo di conoscere Eliot.

## Il periodo dal 1951 al 1954: intensa attività di traduttore e di critico
Si intensifica intanto l'attività di traduttore che diventerà prevalente negli anni tra la fine del 1940 a tutto il 1950. Molte le versioni dal tedesco compiute con la consulenza di Cesare Cases e in collaborazione con la moglie. Risalgono a questo periodo le traduzioni di Bertolt Brecht, delle poesie di Villon, di Marcel Proust, di Simone Weil e Fortini sembra aver accantonato la poesia.
Conosce in questo periodo un gruppo di giovani che alla letteratura preferivano l'economia e la filosofia e che avevano stampato in proprio una piccola rivista intitolata Discussioni. Questa rivista veniva data in distribuzione ad una cerchia di amici e conoscenti e tra gli argomenti che trattava vi erano quelli sul significato della guerra in Spagna, sull'uso della violenza, sulla politica dell'Unione Sovietica e sul pensiero di Gramsci.
Nel 1951 invia a Montale una cinquantina di poesie per averne un giudizio e ne riceve un parere severo ma penetrante che Fortini definirà "tanto sconvolgente quanto deprimente". Nel 1952 viene invitato da Calvino a collaborare al Notiziario Einaudi con una nota su Pavese. Continua a prestare saltuariamente consulenza editoriale per l'Einaudi analizzando L'uomo senza qualità di Musil e la biografia di Büchner a opera di Hans Mayer oltre a curare i testi teatrali di Brecht. Nel luglio dello stesso anno compie un altro viaggio a Londra con Ruth e, di passaggio a Parigi, assiste alla prima teatrale di Aspettando Godot (En attendant Godot) di Samuel Beckett.
Muore il 18 novembre Paul Éluard e al necrologio che Montale fa sul Corriere della Sera, "La morte di Paul Eluard", Fortini risponde con una lettera in cui esprime il suo disappunto per il taglio che Montale ha dato all'articolo, tacciandolo di "malignità civettuole e cattivo gusto". Continuando intanto le numerose recensioni su Comunità, la collaborazione con l'Avanti! e con il Notiziario Einaudi. In questo periodo pubblica, su Botteghe Oscure, Sere in Valdossola. Inizia nel 1953 la collaborazione a Nuovi Argomenti e su Botteghe oscure appaiono alcune poesie, di cui cinque sotto il titolo Versi per Ruth e una dal titolo Sestina per Firenze. Le poesie dedicate a Ruth vengono raccolte nello stesso anno in una plaquette fuori commercio dal titolo Sei poesie per Ruth e per me.
Nel 1954 traduce per le Edizioni Comunità L'enraciment di Simone Weil e grazie a Vittorio Sereni pubblica nella edizione della Meridiana Una facile allegoria. Esce lo stesso anno da Einaudi Minima moralia di Adorno che accende all'interno del gruppo di Discussioni appassionati dibattiti ai quali Fortini partecipa attivamente. Nel marzo scrive su Nuovi Argomenti un articolo intitolato Appunti su "Comunismo e Occidente" e riceve "una misura disciplinare" dalla Federazione socialista milanese. In aprile ha inizio la sua collaborazione a Il contemporaneo sul quale tiene la rubrica "lettere francesi". A giugno scrive su Lo spettatore d'oggi la recensione di Le degré zéro de l'écriture di Roland Barthes e alla fine di ottobre diventa consulente della collana dei Saggi dell'Einaudi.

## Il periodo dal 1955 al 1957: grande impegno politico
Nel 1955 Fortini si dedica all'approfondimento del lavoro per Discussioni e Officina e si trova a contatto con Pasolini, Leonetti, Roversi, Scalia e Romanò. Nello stesso anno l'ex gruppo di Discussioni, formato da Armanda Guiducci, Roberto Guiducci, Luciano Amodio, Stefania Caproglio, si riunisce per decidere di stampare Ragionamenti con l'intento di farne una rivista "di critica e di informazione sui maggiori temi del pensiero marxista contemporaneo, in una prospettiva antistalinista ma non riformista, e per una riunione nel "blocco storico" delle sinistre con l'intenzione di rivolgersi soprattutto agli intellettuali e ai quadri dei movimenti di sinistra". La rivista, che avrà vita fino al 1957, esce con tiratura limitata e sostenuta finanziariamente solamente dai redattori e dagli abbonamenti e viene accolta con indifferenza dai socialisti e con ostilità dai comunisti, ad eccezione di Della Volpe.
In marzo Pasolini scrive a Fortini una lettera con la quale lo invita a collaborare a Officina e in risposta Fortini gli invia quattro poesie e in seguito, su richiesta dello stesso Pasolini, aggiungerà un Allegato con il titolo L'altezza della situazione, o perché si scrivono poesie che appariranno sul fascicolo di settembre. A luglio si reca ad Helsinki come "osservatore" al "Congresso della pace" ed incontra letterati famosi tra i quali Nazım Hikmet che intervista per Il contemporaneo.
Grazie ai contatti con Hikmet, che lo introduce ad Alexei Surkov, poeta, segretario dell'Unione degli Scrittori sovietici, Fortini si reca per la prima volta in URSS, per quindici giorni. A ottobre si reca in visita ufficiale nella Repubblica Popolare Cinese con la prima delegazione italiana formata, tra gli altri, da Piero Calamandrei, Norberto Bobbio, Enrico Treccani e Cesare Musatti. Il viaggio durerà un mese e il diario della visita verrà pubblicato l'anno seguente in Asia Maggiore dedicato a Carlo Cassola suo compagno di viaggio che, a sua volta, gli dedicherà Viaggio in Cina. Di ritorno dalla Cina inizia a collaborare all'Enciclopedia A/Z della Zanichelli curandone diverse voci e affida a Sereni un fascicolo di circa ottanta poesie per vedere se c'è la possibilità di pubblicare una nuova raccolta.
Traduce una vasta scelta di versi di Éluard con una ricca introduzione, pubblica la plaquette In una strada di Firenze e sul primo numero di Ragionamenti di settembre-ottobre scrive un saggio su Leo Spitzer dal titolo Critica stilistica e storia del linguaggio. Legge intanto gli scritti di Berthold Auerbach, Maurice Merleau-Ponty e Lucien Goldmann del quale tradurrà, nel 1961, Le dieu caché, continua a tradurre Brecht e scrive i versi A Boris Pasternak. Il 2 gennaio 1956 scrive a Pasolini, che era stato accusato di "oscenità" per il romanzo Ragazzi di vita, offrendo la sua testimonianza di critico.
Sempre nel mese di gennaio inizia il XX Congresso del Partito Comunista dell'Unione Sovietica e le notizie che pervengono creano forti emozioni: "Ricordo - egli scrive - che quando da non so quale oratore è stato fatto il nome di Antonov-Ovseenko, cioè della persona che aveva ricevuto nelle sue mani la capitolazione del governo provvisorio al momento della presa del Palazzo d'Inverno, e che poi era stato una delle vittime di Stalin, noi abbiamo capito (...) che qualcosa di straordinario stava avvenendo".
In febbraio Fortini incontra Brecht a Milano in occasione della rappresentazione dell'Opera da tre soldi al Piccolo Teatro di Milano con la regia di Giorgio Strehler e a marzo viene aperta su Il contemporaneo un'inchiesta sulla cultura di sinistra che suscita una forte polemica coinvolgendo intellettuali e politici e nella quale egli interviene con un articolo intitolato I politici intellettuali. A settembre viene pubblicato in un supplemento di Ragionamenti il testo di Fortini e Guiducci, Proposte per una organizzazione della cultura marxista in Italia che riprende l'argomento rivelato dalla polemica e cioè la richiesta di "autonomia" degli uomini di cultura dalle direzioni culturali dei partiti, la loro auto-organizzazione all'interno del "blocco storico" delle sinistre e il loro controllo degli strumenti di espressione culturale.
Il libro Asia Maggiore che esce in aprile viene recensito su Rinascita con una critica negativa e Fortini viene accusato di essere "nemico del popolo cinese". Il dattiloscritto Dieci inverni, che consegna a Gianni Bosio gli verrà restituito senza nemmeno essere sfogliato. Fortini intanto ha dato le dimissioni dalla Casa della Cultura. La conoscenza e l'amicizia con Edgar Morin e Roland Barthes gli permettono di avviare, parallelamente a Ragionamenti e con una comune redazione, la rivista parigina Arguments. Il 19 ottobre 1956 ha inizio la crisi polacca e il 23 dello stesso mese la rivolta a Budapest che viene seguita ora per ora dall'Unità. Il 31 dello stesso mese vi è l'intervento anglo-francese a Suez e il 4 novembre giunge la notizia dell'intervento sovietico in Ungheria.
Risale a questo periodo la poesia 4 novembre 1956: "Il ramo secco bruciò in un attimo/ Ma il ramo verde non vuol morire./ Dunque era vera la verità./ Soldato russo, ragazzo ungherese,/ non v'ammazzate dentro di me./ Da quel giorno ho saputo chi siete:/ e il nemico chi è". Tra la fine del 1956 e l'inizio del 1957 prosegue la collaborazione con Officina e l'intenso rapporto con Pasolini nell'ipotesi di un lavoro comune. Viene attaccato dal Contemporaneo per un intervento fatto su Mondo operaio dal titolo Organizzazione della cultura. Interpretazioni della "intellighentsia ungherese" e in seguito verrà più volte censurato dall'Unità. Nell'aprile dello stesso anno recensisce sull'Avanti! Mythologies di Barthes e pubblica su Ragionamenti la traduzione della Poesia agli adulti di Adam Wazyk.
Per l'editore Schwarz pubblica la traduzione di Idee e opinioni di Albert Einstein avvalendosi di Camillo Losurdo per la parte scientifica e un'edizione numerata di Sestina a Firenze con litografie di Ottone Rosai. Nell'ottobre raccoglie una selezione degli scritti di un decennio di attività legato alla vita culturale e politica del paese che vanno dal periodo 1947-1957 che saranno pubblicati da Feltrinelli con il titolo Dieci inverni. Contributo ad un discorso socialista. Sull'Avanti! esce il 10 dicembre una recensione dell'opera firmata da Luciano Della Mea nella quale Fortini viene accusato di aver compiuto un errore di fondo nel parlare di divisione, all'interno del socialismo scientifico, del potere tra la politica e la cultura e tra i politici e gli intellettuali. Roberto Guiducci interviene sullo stesso giornale in difesa del libro ma la recensione e il silenzio della dirigenza del Partito socialista fanno riflettere Fortini che decide di uscire dal PSI. Alla fine dell'anno restituirà la tessera del partito a Pietro Nenni.

## Il periodo dal 1957 al 1962: un periodo di riflessione
Con la chiusura di Ragionamenti e l'interruzione alla collaborazione con l'Avanti!, ha inizio per Fortini un periodo di profonda riflessione che lo allontanerà dall'impegno militante e lo avvicinerà maggiormente a quello letterario. Scrive su Officina una serie di poesie e alcuni importanti saggi come quello sulla metrica e su Hugo Friedrich mentre La situazione e Il Caffè pubblicano alcuni suoi testi poetici.
Insieme ad un gruppo di giovani musicisti torinesi, tra i quali Sergio Liberovici, Fausto Amodei, Emilio Jona e Michele Straniero, partecipa al rinnovamento della "canzonetta" e scrive testi per musica leggera tra i quali Tutti amori che viene musicata da Liberovici e che farà parte del repertorio del gruppo, nominatosi I Cantacronache, insieme alla versione di Fillette di Quenéau e Campane di Roma che, a causa della censura per i versi "lungo un divano/ del Vaticano/ seder vorrei/ con te, mio amor...", non sarà mai eseguita.
Cura insieme a Libero Bigiaretti Olivetti 1908-1958, un volume che illustra i cinquant'anni dell'attività dell'Olivetti mentre nel lavoro di traduzione ha la prevalenza l'opera di Brecht del quale esce, nel 1958, la versione del Romanzo da tre soldi e l'anno seguente Storie da calendario e l'antologia Poesie e canzoni con una sua introduzione. Sempre nel '58 continua con fervore l'opera di traduttore e le sue letture abbracciano ambiti diversi. Traduce opere di György Lukács e di Theodor Adorno, i saggi di Edmund Wilson, quelli di Francis Otto Matthiessen e del suo Rinascimento americano, del quale Pavese aveva voluto la traduzione, e in seguito si dedica ai formalisti russi, a Lévi-Strauss e Saussure oltre ai saggi di carattere storico di Needham sulla Cina e di Deutscher su Trockij.

### Il secondo libro di versi: Poesia e errore
Nel 1959 Giorgio Bassani, allora direttore della "Biblioteca di letteratura" di Feltrinelli lo consiglia nella strutturazione dell'antologia che raccoglie la sua produzione letteraria dal 1937 al 1957 e che uscirà con il titolo Poesia e errore da Feltrinelli; nel frattempo cura per Garzanti l'antologia Il movimento surrealista. Si guasta intanto il rapporto con Officina e Fortini, in una lunga lettera, si confiderà con l'amico Pasolini scrivendo: "C'è in me qualcosa che allontana la gente e mi impedisce l'amicizia. La cosa si ripete negli anni con tanta regolarità che non posso imputare gli altri. Ma riuscissi a capire cos'è ed a emendarmi". Il 31 maggio, dopo una correzione e un taglio senza essere avvisato di un suo articolo su Lukács, decide di lasciare Officina che con il numero del maggio-giugno chiuderà le pubblicazioni.
Riprende la sua collaborazione all'Avanti! con una serie di riflessioni dal titolo Cronache della vita breve, scrive l'introduzione ad un'antologia di poesie di Mao Tse-Tung e, sempre nel 1959, assume la direzione della collana "Piccola Biblioteca Einaudi" dedicata alle opere scientifiche, storiche e sociologiche. Alla fine del gennaio del 1960 la canzone di maggior successo di Fortini, Quella cosa in Lombardia, viene cantata in un recital al teatro Gerolamo da Laura Betti. Nello stesso anno muore Olivetti, che Fortini ricorderà in un breve articolo sull'Avanti!, e Noventa al quale dedicherà la poesia Per Noventa: "Più d'ogni parola a me maestro/ per disperato orgoglio a falsi òmeni,/ vecchio, fingevi d'arrenderti. Io / ero lontano da te, coi tuoi versi".
Nel luglio dello stesso anno, dopo la manifestazione in piazza contro il governo Tambroni, parte con la moglie Ruth per l'URSS e il viaggio, compiuto in macchina, dura un mese. Di ritorno dal viaggio, su sollecitazione di Vittorini, pubblica un saggio su Le poesie italiane di questi anni, traduce Zazie nel metrò di Queneau e scrive il testo per il documentario All'armi siam fascisti! di Cecilia Mangini, Lino Del Fra e Lino Miccichè. Nel 1961 Fortini continua le traduzioni da Brecht e pubblica, sul secondo numero di Rendiconti, una serie di poesie tra cui La gronda. Sarà di questo anno la sua partecipazione alla prima "Marcia per la pace Perugia-Assisi", insieme a Solmi, Calvino, Capitini e Fausto Amodei, con il quale nell'occasione compose la canzone che nella versione discografica prenderà il nome di La marcia della pace.
Termina intanto l'esperienza della "PBE" e Fortini rimane consulente dell'Einaudi ma senza uno specifico incarico editoriale. Nel novembre, in seguito alla repressione da parte della polizia parigina di una manifestazione a favore dell'indipendenza algerina, rimprovera Barthes e altri intellettuali di aver assunto un atteggiamento distaccato rispetto agli avvenimenti e proprio con Barthes avrà un duro scambio epistolare. In questi anni di "occultamento politico" Fortini inizia un diverso ciclo di collaborazioni entrando in contatto con gruppi eterogenei di intellettuali, coloro che nel corso degli anni sessanta e settanta contribuiranno al rinnovamento della cultura italiana.
Inizia a frequentare il gruppo di "Quaderni rossi" e inizia la collaborazione alla rivista Quaderni piacentini alla quale fornirà l'indirizzo per i primi numeri. Prosegue intanto la sua attività di recensore e di saggista sulla rivista Il Menabò e su quella di Vittorio Sereni, Questo e altro dove continua la serie delle Cronache della vita breve. Il 26 gennaio del 1962 muore il padre. Nei mesi che seguono la sua scomparsa, Fortini riprende la Poesia delle rose, un poemetto di 144 versi originariamente scritto nel 1956, per pubblicarlo con la Libreria Antiquaria Palmaverde di Bologna di Roversi. Scrive intanto il testo, su richiesta di Paolo e Carla Gobetti, per il documentario Scioperi a Torino che otterrà forti proteste sindacali oltre che il giudizio negativo di Italo Calvino che dissentiva da quello che gli sembrava un attacco da sinistra alle posizioni sindacali.

## Dal 1963 al 1987: una nuova svolta
Nel 1963, ottenuta la riammissione nei ruoli della Pubblica Istruzione, Fortini inizia la carriera d'insegnante. Ottiene i primi incarichi di Lettere italiane e Storia dapprima in alcuni istituti tecnici di Lecco e di Monza per poi approdare, nel 1966 a Milano. Il '63 è anche un anno importante per la storia dello scrittore; la casa editrice Mondadori, grazie a Sereni che ne è il direttore editoriale, pubblica la sua terza raccolta di versi Una volta per sempre che ottiene una buona attenzione da parte della critica. Ancora grazie a Sereni viene accolta nella collana "Il tornasole" Sere in Valdossola e le edizioni Avanti! pubblicano Tre testi per film che comprendono All'armi siam fascisti, Scioperi a Torino e La statua di Stalin. Sempre nel 1963 viene tradotta in tedesco per Suhrkamp un'antologia dei versi da Poesia ed errore e Una volta per sempre da Hans Magnus Enzensberger. Nel novembre termina il rapporto con Einaudi dopo varie proposte e controproposte di Giulio Bollati e di Giulio Einaudi riguardo alla sua funzione all'interno della casa editrice.
Con l'arrivo dell'estate del 1964 Fortini si trasferisce nella nuova casa di Bavognano di Ameglia che sarà da quel momento il luogo delle sue vacanze e quello che farà da sfondo a molte sue poesie, disegni e pitture. Traduce con Ruth per Feltrinelli Poesie per chi non legge poesia di Enzensberger e collabora a Le muse. Enciclopedia di tutte le arti di De Agostini. Pubblica su Quaderni piacentini e Giovane critica alcuni saggi e l'11 settembre inizia la traduzione del Faust di Goethe con la consulenza del germanista Cases. Nel 1965 esce Verifica dei poteri dal Saggiatore e l'antologia Profezie e realtà del nostro secolo da Laterza, entrambi discussi e recensiti su molti periodici e quotidiani.
Continua a ritmo intenso le letture più disparate e rimane colpito dalla raccolta Gli strumenti umani di Sereni, di cui scrive, nel marzo 1966 un'ampia recensione su Quaderni piacentini. È di questo anno la polemica con le neoavanguardie che accusa di usare il sarcasmo come "destrutturazione verbale dei miti borghesi". Nel dicembre dello stesso anno viene sequestrato il disco Le canzoni del no di Maria Monti, che contiene La marcia della pace, scritta in collaborazione con il cantautore torinese Fausto Amodei, e lo scrittore subisce un processo dal quale verrà però presto assolto. Nel 1966 pubblica L'ospite ingrato. Testi e note per versi ironici e all'inizio del 1967 pubblica la nuova edizione di Foglio di via.
A Pasqua si reca a Praga con Zanzotto, Giudici e Sereni. Il 23 aprile partecipa ad una manifestazione per il Vietnam e viene criticato dagli organi di stampa del Partito comunista. Nell'estate, in seguito alla Guerra dei sei giorni, scrive I cani del Sinai che uscirà in autunno procurandogli "isolamento e odi tenaci". Nel 1968 Fortini, pur continuando ad insegnare e a tradurre il Faust, è presente alle varie manifestazioni studentesche e nel momento di maggiore forza del Movimento studentesco pubblica su Quaderni piacentini il saggio Il dissenso e l'autorità. Sarà di questo periodo e proprio a causa delle lotte degli studenti e del loro scontro a Valle Giulia con la polizia la rottura definitiva con Pasolini alla fine di maggio. Alla tavola rotonda che si teneva a Roma organizzata da L'Espresso per l'intervento dello scrittore intitolato Il PCI ai giovani!!, Fortini legge privatamente all'amico il testo che aveva preparato per l'occasione nel quale affermava: "Presente e futuro dei movimenti studenteschi. Tema troppo serio per parlarne qui. Non sono qualificato per farlo (...). Qui si deve discutere invece di una carta scritta da uno dei maggiori scrittori del nostro paese./ Il mio giudizio è di tristezza e di rifiuto".
In Attraverso Pasolini Fortini scrive: "...Ero davvero esasperato dal suo atteggiamento; ben più che per il testo a favore dei poliziotti, quel che trovavo insopportabile era di accettare lo sfruttamento pubblicitario, e la inevitabile trasformazione in volgare propaganda, di quel suo scritto". Dopo gli scontri di Parigi tra poliziotti e studenti, dove c'è il primo morto, Fortini insiste con Pasolini per persuaderlo a non far registrare il suo intervento su L'Espresso, ma all'indomani il testo viene comunque pubblicato e Fortini interviene sullo stesso settimanale, il 23 giugno, con un articolo contro Pasolini dal titolo È come una carta acchiappamosche. Nel dicembre dello stesso anno pubblica Ventiquattro voci per un dizionario di lettere. Breve guida ad un buon uso dell'alfabeto e nello stesso mese, dopo la strage di piazza Fontana, su richiesta degli studenti del liceo milanese tiene una lezione sull'Uomo a una dimensione di Marcuse. Partecipa ai funerali di Pinelli al Cimitero Maggiore il 20 dicembre e il racconto di quell'evento comparirà nella seconda edizione dell'Ospite ingrato.
Nel gennaio del 1969 viene pubblicato da Mondadori nella collezione dello "Specchio" Poesia ed errore e contemporaneamente esce alle stampe la plaquette Venticinque poesie 1961-1968. In collaborazione con Augusto Vegezzi realizza un'antologia destinata al biennio delle scuole superiori intitolata Gli argomenti umani. In questo periodo collabora poco alle riviste e dedica la maggior parte del tempo alla traduzione del Faust terminandone la versione nel 1970. Il 21 gennaio 1970 Fortini partecipa ad una manifestazione indetta dal Movimento studentesco e dopo aver assistito in prima fila all'andamento degli scontri tra la polizia e gli studenti scrive per la Questura una Testimonianza dettagliata degli avvenimenti. A maggio Bucchi presenta, nel maggio Musicale di Firenze, la sua opera Il coccodrillo di cui fa parte la Canzone della coesistenza e Fortini scrive per l'autore la filastrocca Il Pero e il però.
Alla fine del 1970 verrà pubblicata dall'Università del Venezuela di Caracas, l'edizione in lingua spagnola di Verifica dei poteri: Los poderes culturales. Nel 1971 Fortini ottiene il Premio Città di Monselice per la traduzione letteraria del Faust e all'inizio di novembre tiene una lezione su Montale a Canterbury, all'Università del Kent. Nel corso dell'anno ottiene la libera docenza e da metà novembre inizia ad insegnare, alla Facoltà di Lettere e Filosofia presso l'Università di Siena, Storia della critica letteraria che inaugura con un corso monografico sulla poesia di Manzoni.
Risalgono al maggio del 1972 i versi Per Serantini scritti per il giovane anarchico che era stato ucciso a Pisa dalla polizia durante una manifestazione: "A quelli che lo hanno ucciso/ il governo ha benedette le mani con un sorriso". Accetta in seguito di essere iscritto come indipendente nella lista elettorale del Manifesto, al quale collabora dall'anno precedente, per le elezioni legislative. Il capolista è Pietro Valpreda, l'anarchico accusato della strage di piazza Fontana.

### Il quarto libro di versi: Questo muro
In agosto si reca per la seconda volta in Cina e al rientro viene a sapere dall'amico Sereni che la raccolta Questo muro uscirà presto nello "Specchio" di Mondadori. Tiene intanto all'università il corso dedicato a "La poesia italiana degli anni 1910-1925 nella critica letteraria del periodo 1950-1970". Nel giugno del 1973 esce la raccolta Questo muro che comprende i versi composti dal 1962 al 1972 e a luglio viene pubblicato, nella collana monografica Il castoro della Nuova Italia, il primo studio approfondito sull'opera fortiniana dal titolo Franco Fortini di Alfonso Berardinelli.
Si intensifica intanto la collaborazione a il manifesto e nell'estate del 1974 escono Saggi italiani e l'antologia Poesie scelte (1938-1973) curata da Pier Vincenzo Mengaldo. All'università tiene il corso dedicato a "Simbolismo europeo e simbolismo italiano nella critica dello scorso trentennio", collabora alla rivista Aut aut mentre interrompe la presenza su Quaderni piacentini. Muore a novembre del 1975 Pier Paolo Pasolini e Fortini partecipa ai funerali amareggiato, come scriverà in seguito, per non essere riuscito a risolvere le loro ostilità e vincere il silenzio degli ultimi sei anni.
Con il 1976 inizia un periodo di intensa collaborazione al Corriere della Sera mentre ritorna a tradurre Brecht. Nell'estate di quello stesso anno viene girato il film di Jean-Marie Straub e Danièle Huillet Fortini/Cani, dai Cani del Sinai. All'università tiene un interessante corso biennale su "L'ordine e il disordine. Esempi di critica e di letteratura, in Italia e in Europa, nel periodo 1915-1925", nel quale analizza i testi di Croce, Gobetti, Gramsci, Ungaretti, Rebora, Onofri, Montale, Valéry, Šklovskij, Eliot, Breton, Trockij.
Risale al 1977 la seconda edizione, in collaborazione con Walter Binni, del Movimento surrealista. I poeti del Novecento e la raccolta saggistica Questioni di frontiera. Scritti di politica e di letteratura 1965-1977. A novembre dello stesso anno, quando cambia la direzione del Corriere della Sera, Fortini interrompe la collaborazione. Intanto a Siena continua il corso dell'anno precedente discutendo nei seminari Un'idea di Dante di Gianfranco Contini e Linguaggio e silenzio di Steiner. Nel maggio del 1978 si reca in Inghilterra per tenere una conferenza all'Università del Sussex, a Brighton, dal titolo Dei confini della poesia e nello stesso anno vengono tradotte da Michael Hamburger una scelta di poesie tratte da Una volta per sempre e Questo muro, mentre Einaudi raccoglie i suoi primi tre libri di poesia sotto il titolo Una volta per sempre. Poesie 1938-1973.
Nel 1979 prosegue in modo assiduo la collaborazione al Manifesto, ma un suo saggio pubblicato sui Quaderni piacentini a proposito del Doppio diario di Giaime Pintor suscita molte polemiche determinando la frattura con Luigi Pintor direttore del Manifesto il rapporto termina bruscamente. Lavora nel frattempo ad un saggio su Noventa, tiene il corso all'università dedicato alle principali teorie della letteratura e in Francia, per i Cahiers du cinéma esce Les chiens du Sinai nell'edizione Albatros con la versione francese dei Cani del Sinai. Nel febbraio del 1980 viene pubblicata la plaquette intitolata Una obbedienza con l'introduzione di Andrea Zanzotto e durante l'estate esce la raccolta di saggi Per Franco Fortini. Contributi e testimonianze sulla sua poesia con gli interventi di Alberto Asor Rosa, Cesare Cases, Mario Luzi, Pier Vincenzo Mengaldo, Giovanni Raboni e Vittorio Sereni.
Nei primi mesi del 1981 è a Parigi per preparare un corso su Manzoni e frequenta assiduamente la Bibliothèque Nationale. Si reca in seguito in Inghilterra e per qualche giorno è a Cambridge e a Londra. Nell'aprile dello stesso anno subisce una perquisizione da parte della Questura nella casa di via Legnano per le indagini in corso sulla "lotta armata" senza alcun risultato; da ottobre, terminata la collaborazione a Il Messaggero, riprende quella con il Corriere della Sera. Scrive Un vero veduto dalla mente su richiesta di Walter Binni, un testo autobiografico per le "Notizie e dichiarazioni di scrittori (1911-1917)" raccolte per la Rassegna della letteratura italiana e inizia a tradurre John Milton.

### Il quinto libro di versi: Paesaggio con serpente
Nel gennaio del 1984 tiene una serie di conversazioni sulla Radio della Svizzera Italiana su autori e poeti italiani e ad aprile dello stesso anno esce il quarto libro di poesie intitolato Paesaggio con serpente. Invitato da Bruce Merry come visiting professor all'Università del Witwatersrand a Johannesburg, si reca a maggio in Sudafrica dove rimarrà fino a giugno tenendo lezioni e seminari su Leopardi, Dante, Lukács.
Al rientro in Italia interrompe la collaborazione con il Corriere della Sera e inizia quella con Panorama. Intanto continua le letture, pubblica una serie di versi destinati ad una nuova edizione dell'Ospite ingrato e realizza una plaquette intitolata Memorie per dopodomani nella quale raccoglie tre scritti del 1945, 1967 e 1980. All'inizio del 1985 pubblica Insistenze. Cinquanta scritti 1967-1984 e da aprile inizia a collaborare al L'Espresso. In giugno gli viene assegnato il premio Montale-Guggenheim per la raccolta di poesie Paesaggio con serpente. In ottobre muore Calvino e Fortini pubblica su L'espresso il ricordo intitolato Quel che ci unisce, quel che ci divise. Viene intanto pubblicato dall'editore Marietti L'ospite ingrato primo e secondo.
Tra gennaio e marzo del 1986 si reca più volte a trovare i detenuti per reati politici nel carcere di San Vittore e in primavera è a Palermo per il premio Mondello. Giunge intanto il momento della sua messa fuori ruolo come docente e l'Università di Siena organizza in quella occasione un seminario intitolato "Metrica e biografia. La ricerca poetica, critica e ideologica di Franco Fortini". Esce nel frattempo La lotta mentale. Per un profilo di Franco Fortini di Romano Luperini che costituisce un importante punto di riferimento della bibliografia su Fortini poeta e intellettuale. In occasione del convegno su Giacomo Noventa che si tiene a Venezia e a Noventa di Piave, Fortini pubblica in forma di preprint un saggio scritto nel '79-80 intitolato Note su Giacomo Noventa. Esce intanto la plaquette I confini della poesia e il testo della prolusione tenuta nel dicembre del 1981 all'Università di Siena: La poesia ad alta voce.
A novembre viene invitato a Lione da Remi Roche e Bernard Simeone per una conferenza e vengono intanto pubblicate, da Simeone e Jean-Charles Vegliante, una ricca scelta di poesie tradotte in francese con il titolo Une foìs pour toutes. Poésie 1938-1985 che comprende anche lo scambio epistolare tra Fortini e Roche. Alla fine dell'86 Einaudi pubblica la sua traduzione di Nella colonia penale e altri racconti di Kafka.

## Il periodo dal 1987 al 1990: il recupero degli scritti e l'opera della critica
Esce nel luglio del 1987 una nuova serie di saggi sulla letteratura italiana dal titolo Nuovi Saggi italiani e a settembre una raccolta di versi scartati dalle prime due raccolte insieme ad inediti con il titolo Versi primi e distanti 1937-1957. In novembre si reca in Canada e negli Stati Uniti d'America dove tiene una conferenza di teoria della letteratura all'Università di Harvard e a Toronto seminari e letture. Al rientro in Italia riprende la collaborazione con il Corriere della Sera e inoltre collabora all'Espresso e al Manifesto mentre procede al recupero di prove narrative disperse e inedite. A novembre esce la seconda monografia ad opera di Remo Pagnanelli.
Nel gennaio del 1988 compie un viaggio con la moglie Ruth nei Grigioni e ad aprile si reca in Israele a trovare la figlia adottiva Livia che vi abita da un anno. In quell'occasione scrive un racconto dal titolo Un luogo sacro che sarà raccolto nel 1990 in Extrema ratio. Alla fine di maggio, nell'ambito dei festeggiamenti per il ritiro dall'insegnamento universitario, si inaugura a Siena una mostra intitolata "Franco Fortini: cinquant'anni di lavoro" e viene proiettato il film con la regia di Riccardo Putti E vorreste non parlassero.... Sempre nell'ambito dei festeggiamenti vengono pubblicati in suo onore da Luperini una miscellanea di saggi intitolata Tradizione / traduzione / società. Saggi per Franco Fortini, mentre a cura di Carlo Fini esce Indici per Fortini che contiene la bibliografia degli scritti, la guida ai soggetti dell'opera saggistica, una notizia biografica, l'antologia e la bibliografia della critica.
Nel 1989 Einaudi pubblica la nuova edizione di Verifica dei poteri che contiene una premessa scritta alla fine del 1988. A maggio chiude definitivamente con il Corriere della Sera a causa di uno scontro con il direttore Ugo Stille che non vuole pubblicare un suo intervento sulla politica dello Stato d'Israele nei confronti della Palestina. L'articolo su Israele e Palestina uscirà con il titolo Lettera agli ebrei sul Manifesto il 24 maggio. Il 12 settembre viene pubblicato sul supplemento satirico Cuore dell'Unità il testo Comunismo scritto in seguito alla caduta del muro di Berlino.

### Gli ultimi anni: 1990-1994
In questo periodo Fortini continua a collaborare al Manifesto e all'Espresso e dal giugno 1992 al supplemento della domenica del Sole 24 Ore. Fino al 1992 ritorna ogni anno a Siena per tenere seminari e lezioni ai corsi di Storia della critica letteraria tenuti da Giuseppe Nava. Nell'inverno tra il 1989 e il 1990, tiene a Napoli una serie di 4 seminari dal titolo "Realtà e paradosso della traduzione poetica", organizzata dall'Istituto di Studi Filosofici per iniziativa del professore Gargano, dei cui atti esce un'edizione universitaria (University College London, 2004), a cura di Erminia Passannanti.
Nel febbraio del 1990 si reca a Napoli per un seminario sulla traduzione presso l'Istituto superiore di studi filosofici e a maggio partecipa a Siena ad un convegno dal titolo "1960-1990: le teorie letterarie, il dibattito metodologico e il conflitto delle poetiche". Nello stesso anno si reca a Londra per una lettura di poesie e durante l'estate lavora sul Tasso. A novembre Garzanti pubblica Extrema ratio. Note per un buon uso delle rovine e nel febbraio del 1991 esce, a cura di Paolo Jachia in stretta collaborazione con Fortini stesso, Non solo oggi. Cinquantanove voci, che estrae dai saggi e articoli una specie di dizionario fatto di parole-chiave del suo lavoro intellettuale.
Nel 1992 compie durante l'anno alcuni viaggi per partecipare ad importanti convegni: ad aprile è a Toronto, a fine giugno a Dublino, nell'ottobre, dopo Vienna, è a Cracovia e a novembre a Lugano. Nel 1993, sempre curato dal giovane critico Jachia, esce Fortini. Leggere e scrivere che ripercorre in forma di colloquio, dall'infanzia in poi, le letture e le passioni intellettuali dello scrittore. Nell'aprile dello stesso anno viene pubblicato da Einaudi Attraverso Pasolini che comprende una piccola parte dell'opera ideata anni prima e annunciata come "in preparazione", opera che uscirà postuma. A giugno viene ricoverato d'urgenza all'Ospedale Fatebenefratelli di Milano per un intervento chirurgico. Gli viene diagnosticato un tumore al colon che non può essere rimosso. Si riprende lentamente e ritorna ad Ameglia ma l'11 settembre deve essere nuovamente operato. L'intervento ha luogo nell'ospedale di Barga, in provincia di Lucca. Il 5 ottobre viene dimesso e dopo un breve periodo ad Ameglia rientra a Milano. A novembre è ricoverato all'Ospedale Sacco di Milano, dove muore la notte del 28 novembre 1994. La salma viene inumata presso il cimitero di Montemarcello ad Ameglia.

### Il sesto libro di versi: Composita solvantur
A febbraio del 1994 viene pubblicato il suo sesto e ultimo libro di poesie dal titolo Composita solvantur (alcuni testi anticipati, con versione francese a fronte di J. Ch. Vegliante, su Les Langues Néo-Latines 265, 1988).

### Archivio e biblioteca personale
Prima di morire, dona alla Facoltà di Lettere e Filosofia dell'Università di Siena il suo archivio privato, di cui sono parte lettere, manoscritti, inediti, disegni e pitture. Nel 1995, dietro approvazione del Consiglio di Facoltà, si è costituito il Centro Studi Franco Fortini, i cui fini sono la promozione della sua opera, edita e inedita, e lo studio del suo lascito. Fra gli strumenti del centro, il periodico L'ospite ingrato, pubblicato con scadenza semestrale dell'editore Quodlibet, e disponibile in rete L'ospite ingrato, Rivista online del Centro Interdipartimentale di Ricerca Franco Fortini.

#### Attività di paroliere
Scrisse anche alcuni testi per canzoni: suoi sono, pur se non compare nei crediti, i versi iniziali che costituiscono l'incipit di Domenica e lunedì di Angelo Branduardi, suo allievo all'Istituto Tecnico di Milano; scrisse inoltre una versione del canto socialista L'Internazionale, più fedele al testo originale rispetto al libero adattamento di E. Bergeret (che è la più diffusa in Italia), Quella cosa in Lombardia di Enzo Jannacci e un Inno nazionale (parodia dell'Inno di Mameli).

## Opere

### Libri e raccolte
- Foglio di via e altri versi, Einaudi, Torino, 1946; edizione critica e commentata a cura di Bernardo De Luca, Quodlibet, Macerata, 2018.
- Agonia di Natale, Einaudi, Torino, 1948; II edizione col titolo Giovanni e le mani, Prefazione di Giovanni Raboni, Einaudi, Torino, 1972.
- Sei poesie per Ruth e una per me, tipografia Lucini, Milano, 1953.
- Una facile allegoria, Edizioni della Meridiana, Milano, 1954.
- In una strada di Firenze, Edizioni Linea grafiche, Milano, 1955.
- Asia maggiore. Viaggio nella Cina, Einaudi, Torino, 1956.
- I destini generali, Salvatore Sciascia, Caltanissetta-Roma, 1956.
- Dieci inverni (1947-1957). Contributi ad un discorso socialista, Feltrinelli, Milano, 1957.
- Sestina a Firenze, Schwarz, Milano, 1959.
- Il movimento surrealista, Garzanti, Milano, 1959.
- Poesia e errore , Feltrinelli, Milano, 1959.
- Poesia delle rose, Libreria Antiquaria Palmaverde, Bologna, 1962.
- Sere in Valdossola, Mondadori, Milano, 1963.
- Tre testi per film, Edizioni Avanti!, Milano, 1963.
- Una volta per sempre, Mondadori, Milano, 1963.
- Profezie e realtà del nostro secolo. Testi e documenti per la storia di domani, Laterza, Bari, 1965.
- Verifica dei poteri. Scritti di critica e di istituzioni letterarie, Il Saggiatore, Milano, 1965.
- L'ospite ingrato. Testi e note per versi ironici, De Donato, Bari, 1966.
- I cani del Sinai, De Donato, Bari, 1967: nuova edizione Einaudi, Torino, 1979, con una Nota 1978 per Jean-Marie Straub; nuova edizione con in appendice F. Fortini, Lettera agli ebrei italiani, Quodlibet, Macerata, 2002.
- Ventiquattro voci per un dizionario di lettere, sottotitolo di copertina Breve guida a un buon uso dell'alfabeto, Il Saggiatore, Milano, 1968.
- Ventiquattro poesie 1961-1968, S.I.E., 1969.
- Questo muro, Mondadori, Milano, 1973.
- Saggi italiani, De Donato, Bari, 1974.
- La poesia di Scotellaro, Basilicata, Roma, 1974.
- Poesie scelte (1938-1973) a cura di Pier Vincenzo Mengaldo, Oscar Mondadori, Milano, 1974.
- I poeti del Novecento, Laterza, Bari, 1977.
- Questioni di frontiera. Scritti di politica e di letteratura 1965-1977, Einaudi, Torino, 1977.
- Una volta per sempre (Foglio di via - Poesia e errore - Una volta per sempre - Questo muro) Poesie 1938-1973, Einaudi, Torino, 1978.
- Una obbedienza, introduzione di Andrea Zanzotto, Genova, Edizioni San Marco dei Giustiniani, 1980.
- Il ladro di ciliegie e altre versioni di poesia, Einaudi, Torino, 1982.
- Memorie per dopodomani. Tre scritti 1945 1967 e 1980, a cura di Carlo Fini, Quaderni di Barbablù, Siena, 1984.
- Paesaggio con serpente, Einaudi, Torino, 1984.
- Insistenze. Cinquanta scritti 1976-1984, Garzanti, Milano, 1985.
- Dei confini della poesia, Edizioni l'Obliquo, Brescia, 1986.
- La poesia ad alta voce, a cura di Carlo Fini, Taccuini di Barbablù, Siena, 1986.
- Note su Giacomo Noventa, Marsilio, Venezia, 1986.
- Nuovi Saggi italiani 2, Garzanti, Milano, 1987.
- Versi primi e distanti 1937-1957, All'insegna del pesce d'oro, Milano, 1987.
- La cena delle ceneri & Racconto fiorentino, prefazione di Mario Spinella, Claudio Lombardi Editore, Milano, 1988.
- La morte del cherubino. Racconto 1938, a cura di Carlo Fini, Taccuini di Barbablù, Siena, 1988.
- Extrema ratio. Note per un buon uso delle rovine, Garzanti, Milano, 1990.
- Versi scelti 1939-1989, Einaudi, Torino, 1990.
- Diario tedesco 1949, Piero Manni, Lecce, 1991.
- Non solo oggi. Cinquantanove voci, a cura di Paolo Jachia, Editori Riuniti, Roma, 1991.
- Attraverso Pasolini, Einaudi, Torino, 1993; a cura di Vittorio Celotto e Bernardo De Luca, Quodlibet, Macerata, 2022.
- Composita solvantur, Einaudi, Torino, 1994.
- La guerra a Milano. Estate 1943, Edizione critica e commento a cura di Alessandro La Monica, Pisa, Pacini Editore, 2017.

### Edizioni postume
- Poesie inedite, a cura di Pier Vincenzo Mengaldo, Einaudi, Torino, 1995.
- Vittorio Sereni, Scritture private. Con Fortini e con Giudici, Capannina, Bocca di Magra, 1995.
- Trentasei moderni. Breve secondo Novecento, prefazione di Romano Luperini, Manni, Lecce, 1996.
- Disobbedienze 1. Gli anni della sconfitta. Scritti sul Manifesto 1985-1994, Prefazione di Rossana Rossanda, manifestolibri, Roma, 1997.
- Dialoghi con Tasso, a cura di Pier Vincenzo Mengaldo e Donatello Santarone, Bollati Boringhieri, Torino, 1998.
- Disobbedienze II. Gli anni dei movimenti. Scritti sul Manifesto 1972-1985, manifestolibri, Roma, 1988.
- Franchi dialoghi, F. Fortini e F. Loi, Manni, Lecce, 1998.
- Il dolore della verità: Maggiani incontra Fortini, a cura di Erminio Risso, Manni, Lecce, 2000.
- Le rose dell'abisso, a cura di Donatello Santarone, Bollati Boringhieri, Torino, 2000.
- Disegni Incisioni Dipinti. Catalogo ragionato della produzione pittorica e grafica di Franco Fortini, a cura di Enrico Crispolti, Quodlibet, Macerata, 2001.
- Un dialogo ininterrotto. Interviste 1952-1994, a cura di Velio Abati, Bollati Boringhieri, Torino, 2003.
- Un giorno o l'altro, a cura di Marianna Marrucci e Valentina Tinacci, Introduzione di Romano Luperini, Quodlibet, Macerata, 2006.
- Lezioni sulla traduzione, a cura e con un saggio di Maria Vittoria Tirinato, Premessa di Luca Lenzini, Quodlibet, Macerata, 2011, 2022.
- Capoversi su Kafka, Hacca, Matelica, 2018.
- Franco Fortini, Giovanni Giudici, Carteggio 1959-1993, a cura di Riccardo Corcione, Firenze, Olschki, 2018.
- F. Fortini-Hans Magnus Enzensberger, Così anche noi in un'eco. Carteggio 1961-1968, a cura di Matilde Manara
- Pareri editoriali per Einaudi, a cura di Riccardo Deiana e Federico Masci, Archivio Franco Fortini-Quodlibet, Macerata, 2023, ISBN 978-88-229-2012-6.

### Traduzioni in volume
- Gustave Flaubert, Un cuore semplice, Edizioni Lettere d'oggi, Roma, 1942.
- Charles-Ferdinand Ramuz, Statura umana, Edizioni di Comunità, Milano, 1947.
- Paul Éluard, Poesia ininterrotta, illustrazioni di Bruno Cassinari, Einaudi, Torino, 1947.
- Søren Kierkegaard, Timore e tremore (Lirica dialettica di Johannes de Silentio), Prefazione di J. Wahl, Edizioni di Comunità, Milano, 1948.
- Alfred Döblin, Addio al Reno, in collaborazione con Ruth Leiser, Einaudi, Torino, 1949.
- André Gide, Viaggio al Congo e ritorno dal Ciad, Einaudi, Torino, 1950.
- Bertold Brecht, Madre Courage e i suoi figli, in collaborazione con Ruth Leiser, Einaudi, Torino, 1951.
- B. Brecht, Santa Giovanna dei macelli, in collaborazione con Ruth Leiser, Einaudi, Torino, 1951.
- Marcel Proust, Albertine scomparsa, in Alla ricerca del tempo perduto, Einaudi, Torino, 1951.
- Simone Weil, L'ombra e la grazia, Introduzione di Gustave Thibon, Edizioni di Comunità, Milano, 1951.
- Simone Weil, La condizione operaia, introduzione di A. Thévenon, Edizioni di Comunità, Milano, 1952.
- Marcel Proust, Jean Santeuil, Einaudi, Torino, 1953.
- Simone Weil, La prima radice. Preludio ad una dichiarazione dei doveri verso la creatura umana, Edizioni di Comunità, Milano, 1954.
- Paul Éluard, Poesie, con l'aggiunta di alcuni scritti di poetica, Einaudi, Torino, 1976.
- Johann Wolfgang von Goethe, Goetz von Berlichingen, in collaborazione con Ruth Leiser, in: Teatro tedesco dell'Età Romantica, Edizioni RAI, Torino, 1956.
- Albert Einstein, Idee e opinioni, con la consulenza di Camillo Losurdo, Schwarz, Milano, 1957.
- Bertold Brecht, Il romanzo da tre soldi, in collaborazione con Ruth Leiser, Einaudi, Torino, 1958.
- Bertold Brecht, Poesie e Canzoni, in collaborazione con Ruth Leiser, bibliografia musicale di G. Manzoni, Einaudi, Torino, 1959.
- Bertold Brecht, Storie da calendario, in collaborazione con Ruth Leiser, Einaudi, Torino, 1959.
- Raymond Queneau, Zazie nel metrò, Einaudi, Torino, 1960.
- Lucien Goldmann, B. Pascal e J. Racine, in collaborazione con Luciano Amodio, Lerici, Milano, 1961.
- André Frénaud, L'agonia del generale Krivitski, Il Saggiatore, Milano, 1962.
- Hans Magnus Enzensberger, Poesie per chi non legge poesia. Trenta poesie, in collaborazione con Ruth Leiser, Feltrinelli, Milano, 1964.
- Peter Huchel, Strade strade, in collaborazione con Ruth Leiser, Mondadori, Milano, 1970.
- Johann Wolfgang Goethe, Faust, Collezione I Meridiani, Mondadori, Milano, 1970.
- Bertold Brecht, Poesie di Svendborg seguite dalla Raccolta Steffin, con una introduzione del traduttore, Einaudi, Torino, 1976.
- Marcel Proust, Poesie, Einaudi, Torino, 1938.
- Franz Kafka, Nella colonia penale e alti racconti, con una Nota del traduttore, Einaudi, Torino, 1986.

### Opere in collaborazione
- Olivetti 1908-1958, a cura di L. Bigongiari, testi di F. Fortini, Olivetti, Ivrea 1958
- Gli argomenti umani. Antologia italiana per il biennio delle scuole superiori, di A. Vegezzi e F. Fortini, Morano, Napoli 1969

### Monografie
- A. Berardinelli, Franco Fortini, La Nuova Italia, Firenze 1973.
- R. Luperini, La lotta mentale. Per un profilo di Franco Fortini. Editori Riuniti, Roma 1986.
- R. Pagnanelli, Fortini, Transeuropa, Ancona 1988.
- P. Sabbatino, Gli inverni di Fortini. Il rischio dell'errore nella cultura e nella poesia, Bastogni, Foggia 1982.
- J. Miszalska, Letteratura e impegno. La critica di Franco fortini e la sua concezione della letteratura, Università, Cracovia 1993
- T.E. Peterson, The ethical Muse of Franco Fortini, University Press of Florida, Gainesville 1997.
- L. Lenzini, Il poeta di nome Fortini. Saggi e proposte di lettura, Manni, Lecce 1999.
- D. Balicco, Non parlo a tutti. Franco Fortini intellettuale e politico, Manifestolibri, Roma 2006.
- D. Dalmas, La protesta di Fortini, Stylos, Aosta, 2006.
- L. Lenzini, Elisabetta Nencini, Felice Rappazzo (a cura di), Dieci inverni senza Fortini. Poeti e critici a confronto, Siena 14-16 ottobre 2004, Atti delle giornate di studio nel decennale della scomparsa, Quodlibet 2006. Contributi di Giuseppe Nava, Mario Luzi, Franco Loi, Andrea Zanzotto, Jean-Charles Vegliante, Stefano Dal Bianco, Massimo Raffaeli, Gianni D'Elia, Pietro Cataldi, Andrea Inglese, Davide Dalmas, Thomas Peterson, Giovanni La Guardia Ausgrenzung, Guido Mazzoni, Mario Benedetti, Emanuele Zinato, Valentina Tinacci, Giacomo Magrini, Andrea Cortellessa, Gabriele Frasca, Riccardo Bonavita, Cristina Alziati, Fabrizio Podda, Enrica Zanin, Giovanni Solinas.
- G. Leone (a cura di), "Franco Fortini", su "Poeti, poesia e solidarietà all'istituto "Parini", in "Cento...allora? - Il "secolo breve" dell'istituto "G. Parini" di Lecco", 1908/2008, Cattaneo Editore, Oggiono (Lecco), 2008, pp. 117–120.
- A. Rienzi, L'Altrove mitologico dei Consigli al morto di Franco Fortini, in Del qui e dell'altrove nella poesia italiana moderna e contemporanea, Ediz. dell'Orso, Alessandria, 2011, pp. 11–18.
- L. Lenzini, Un'antica promessa. Studi su Fortini, Quodlibet, Macerata 2013.
- L. Daino, Fortini nella città nemica. L'apprendistato intellettuale di Franco Fortini a Firenze, Unicopli, Milano, 2013.
- F. Diaco, Dialettica e speranza. Sulla poesia di Franco Fortini, Quodlibet, Macerata 2017.

### Altri scritti
- Paolo Jachia - Luca Lenzini - Pia Mondelli (a c. di), Bibliografia degli scritti di Franco Fortini (1935-1991), Firenze, Le Monnier, 1989.
- Elisabetta Nencini, "L'Archivio Franco Fortini della Facoltà di Lettere dell'Università di Siena", in Raffaella Castagnola (a c. di), Archivi letterari del '900, Firenze, Franco Cesati, 2000, pp. 113–116.
- Cristian Gendusa, Da Shakespeare di Franco Fortini: rifacimento e figuralità politica, Studi italiani: 51, 1, 2014 (Fiesole (Firenze) : Cadmo, 2014).
- Mariamargherita Scotti, Giustamente non m'hanno riconosciuto: il comunismo impossibile di Franco Fortini, Storia e problemi contemporanei: 57, 2, 2011, Bologna: CLUEB, 2011.
- Marino Boaglio, La casa in rovina: Fortini e la 'funzione-Brecht' , Critica letteraria. N. 1, 2008, Napoli: Loffredo Editore, 2008.